# Arturo Espinoza Mujica
Carlos Arturo Espinoza Mujica (Temuco, 16 de diciembre de 1890-1978, Santiago) fue un militar chileno. Ejerció la Comandancia del Ejército chileno entre 1943 y 1944.

## Biografía
Nació en Temuco el 16 de diciembre de 1890, hijo del matrimonio formado por Darío Espinoza Pica y Claudia Mujica Ruiz.
Se casó con María Inés Montt Montalva y fueron padres de un hijo llamado Ernesto.

## Carrera militar
En 1909 ingresa como cadete del Curso Especial de la Escuela Militar y egresa al año siguiente como Teniente 2.º de Infantería, siendo destinado al Regimiento de Infantería N.º 12 Pudeto.
Entre 1912 y 1915 se desempeña en la Escuela Militar y, posteriormente como Capitán, es trasladado al Regimiento de Infantería N.º 7 Esmeralda.
Luego de tres años de estudio en la Academia de Guerra, en 1920, es integrado al Estado Mayor General, de donde pasa al Comando de la II División como Oficial.
A partir de 1923, desempeña importantes asignaciones en el extranjero, entre ellas, adicto militar en la Embajada de Chile en los Estados Unidos, como mayor de Ejército y agregado militar a la Legación de Chile en Japón como teniente coronel, en 1928.
En este mismo período, mientras permanece en el país, cumple funciones en el Regimiento de Infantería N.º 7 Esmeralda y en el Batallón de Infantería de Montaña N.º 1 Lagos.
Ascendido a Coronel, es designado Comandante de Infantería de la II División e Inspector de Unidades Andinas, y en 1936, Director de Establecimientos de Instrucción Militar, cargo que mantendrá en propiedad, hasta su ascenso a General de Brigada, el año siguiente (1937).
En este último grado, es nombrado Comandante en Jefe de la I División de Ejército y Director del Personal, respectivamente.
Ya como General de División, en 1939, ocupa la Jefatura de II División y, en 1940, es nombrado Jefe de la Misión Militar de Chile en los Estados Unidos.
De regreso al país, el 12 de agosto de 1943, ocupa la Comandancia en Jefe del Ejército en calidad de suplente (s).
El 11 de octubre de 1944, se le concede el retiro de la Institución.